# Leon Jóźwiak
Leon Franciszek Jóźwiak, ps. Andrzej (ur. 2 kwietnia 1897 w Wolicy, zm. 1986) – pruszkowski kupiec i działacz społeczny, ławnik miejski w okresie II RP. Sprawiedliwy wśród Narodów Świata. 

## Życiorys
Urodził się 2 kwietnia 1897 w Wolicy, pow. błońskim, w rodzinie Marcina i Antoniny z Mańkowskich. Ukończył szkołę handlową w Warszawie. W latach 1918–1922 ochotniczo służył w Wojsku Polskim. W 1920 uczestniczył w wojnie polsko-bolszewickiej. W latach 1922–1928 pracował w firmie „Sirocco”. Od 1928 był właścicielem sklepu w Pruszkowie. Od 1934 sprawował funkcję ławnika miejskiego w zarządzie pod kierownictwem Stanisława Gruszczyńskiego. Współzałożyciel i członek LOPP, Ligi Morskiej i Kolonialnej oraz PCK. 
W czasie wojny obronnej Polski walczył w twierdzy modlińskiej. W okresie II wojny światowej zasiadał w zarządzie pruszkowskiego oddziału Rady Głównej Opiekuńczej. Wchodził w skład władz „Hurtowni zaopatrzenia miasta Pruszkowa i okolic”, która zajmowała się skupem płodów rolnych celem zaopatrzenia lokalnej ludności (1939–1940), następnie zasiadał w zarządzie Rejonowej Spółdzielni Rolno-Handlowej. Od lutego 1940 działał w Związku Walki Zbrojnej, następnie zaś w Armii Krajowej. Stał na czele referatu charytatywnego Rejonu VI Kadry Obywatelskiej obejmującego powiat pruszkowski. Do jego zadań należało przeprowadzanie i inicjowanie zbiórek dla ofiar okupanta, a także wysyłanie paczek dla więźniów i obozowiczów. Po powstaniu Dulagu 121 w 1944 zajmował się aprowizacją dla obozu – uczestniczył w zbiórkach żywności, odzieży, leków i środków higieny osobistej. 
W latach 1944–1945 wraz z żoną Marią przy pomocy Jadwigi Wołyńskiej ukrywał w swoim mieszkaniu Różę Icchaki, uciekinierkę z radomskiego getta. W 1981 cała trójka otrzymała za ten fakt tytuł Sprawiedliwego Wśród Narodów Świata. 
Działał w pruszkowskich strukturach Stronnictwa Demokratycznego. Sprawował funkcję wiceprezesa Towarzystwa Kulturalno-Naukowego Pruszkowa.
Od 22 lutego 1922 żonaty z Marią z Paszkowskich, mieli dwóch synów. Syn Mirosław był ofiarą eksperymentów medycznych w obozie w Dachau.

## Odznaczenia
- Medal Pamiątkowy za Wojnę 1918–1921[1]
- tytuł Sprawiedliwego Wśród Narodów Świata (1981)